# Beau Garrett
Pour les articles homonymes, voir Garrett.
Beau Garrett, de son vrai nom Beau Jesse Garrett, née le 28 décembre 1982 à Beverly Hills en Californie, est une actrice américaine.
Après quelques apparitions à la télévision, elle décroche l'un des premiers rôles du film d'horreur Paradise Lost qui lance sa carrière. 
Dès lors, elle joue des seconds rôles dans des films comme Live !, Les Quatre Fantastiques et le Surfer d'argent, Le Témoin amoureux, Tron : L'Héritage et Unités d'élite mais aussi des premiers rôles pour le cinéma indépendant. 
À la télévision, elle fait partie de la distribution principale de l'éphémère série dérivée d'Esprits criminels, Criminal Minds: Suspect Behavior ainsi que des séries Girlfriends' Guide to Divorce et Good Doctor.

## Biographie

### Jeunesse et formation
Garrett est née à Los Angeles, en Californie, elle a grandi à Topanga, une ville située en Californie, avec ses parents, Randi et David Garrett. Enfant, elle adorait les chevaux et faisait de l’équitation.

### Débuts comme mannequin et seconds rôles au cinéma
Elle commence sa carrière comme mannequin et se fait embaucher par Guess à la fin des années 1990. Elle a aussi été l’égérie de la firme de cosmétiques Revlon, aux côtés d'Halle Berry, Jessica Biel, Jennifer Connelly et Jessica Alba. 
En tant qu'actrice, elle commence sa carrière en apparaissant dans les séries télévisées North Shore : Hôtel du Pacifique, Entourage et Head Cases. Elle joue aussi le rôle principal féminin dans le clip de la chanson Cold du groupe Crossfade.  
En 2006, elle est à l'affiche du film d'horreur Turistas avec Josh Duhamel, Melissa George et Olivia Wilde. Bien que cette production soit un échec critique et public, il lui permet de multiplier les rôles au cinéma. 
Entre 2007 et 2009, elle est ainsi à l'affiche de plusieurs longs métrages : Le film d'horreur indépendant Unearthed avec Emmanuelle Vaugier, la comédie noire Live ! portée par Eva Mendes, elle fait aussi une apparition dans le blockbuster Les Quatre Fantastiques et le Surfer d'argent dans lequel elle donne essentiellement la réplique à Chris Evans. Dans le même genre de petits rôles, elle se retrouve à l'affiche de la romance Le Témoin amoureux avec Patrick Dempsey et Michelle Monaghan. 
Au printemps 2009, elle tourne dans le film Tron : L'Héritage à Vancouver, en Colombie-Britannique, avec son amie de Turistas, Olivia Wilde. Elle y incarne le programme GEM, une des « Sirènes » travaillant dans l'armurerie sous la Grille de Jeu.

### Rôles réguliers à la télévision
Peinant à trouver des premiers rôles, elle se redirige alors vers la télévision et apparaît notamment aux côtés du célèbre Dr House dans un épisode de la sixième saison où elle incarne une femme psychopathe.
En 2011, elle est l'un des personnages principaux du spin-off d'Esprits criminels, intitulé Criminal Minds: Suspect Behavior, elle y incarne le rôle de l'agent Gina LaSalle aux côtés de Forest Whitaker qui incarne le chef de l'unité. Son personnage fut introduit dans un épisode de la série mère. Cette première série dérivée est cependant annulée après une saison de 13 épisodes, faute d'audiences et à la suite de mauvaises critiques. 
Elle se replie sur des rôles de guest-star : D'abord pour un des épisodes de la dernière saison de la série comique Chuck réalisé par Zachary Levi, puis, elle apparaît dans quelques épisodes de la huitième saison des Experts: Manhattan. 
En 2012, elle est le premier rôle féminin du film d'action Unités d'élite porté par une distribution masculine composée de 50 Cent, Forest Whitaker et Robert De Niro. 
En 2014, elle réussit finalement à s'installer sur le petit écran, en acceptant de rejoindre la distribution principale de la comédie Girlfriends' Guide to Divorce qui marque le retour en vedette de Lisa Edelstein, popularisée par Dr House. La série rencontre le succès. Elle raconte l'histoire d'une quadragénaire fraîchement divorcée qui prend conseil auprès de ses amies célibataires. Le show est notamment comparé à Sex and the City à la fois pour son ton ainsi que son ambiance.  
Entre 2017 et 2018, elle fait aussi partie de la distribution de la série télévisée médicale Good Doctor qui met en vedette un jeune docteur autiste incarné par Freddie Highmore. Elle joue le rôle de Jessica Preston, avocate et petite fille du créateur de l'hôpital. La série rencontre le succès mais l'actrice quitte la série au bout de la première saison, son personnage ayant été évincé par les scénaristes,. Dans le même temps, comme initialement prévu par la production, Girlfriends' Guide to Divorce s'arrête à l'issue de la cinquième saison et quarante cinq épisodes.  
En 2019, après avoir participé à un épisode de la comédie policière The Rookie : Le flic de Los Angeles, portée par Nathan Fillion et joué dans un téléfilm réalisé par le néerlandais Roel Reiné aux côtés de Josh Duhamel, elle rejoint la distribution principale d'une série dramatique distribuée par Netflix, Firefly Lane aux côtés de Katherine Heigl.

## Filmographie

### Cinéma

#### Court métrage
- 2009 : Poolside de Kyle Howard : Lisa

#### Longs métrages
- 2006 : Turistas de John Stockwell : Amy
- 2007 : Unearthed de Matthew Leutwyler : Caya
- 2007 : Live ! de Bill Guttentag : Krista
- 2007 : Les Quatre Fantastiques et le Surfer d'argent de Tim Story : Capitaine Frankie Raye
- 2008 : Le Témoin amoureux de Paul Weiland : Gloria
- 2010 : Ivory d'Andrew W. Chan : Alicia
- 2010 : Kalamity de James M. Hausler : Alice
- 2010 : Tron : L'Héritage de Joseph Kosinski : Gem
- 2012 : Unités d'élite de Jessy Terrero : Joey
- 2013 : Diving Normal de Kristjan Thor : Ashton
- 2014 : Lust for Love d'Anton King : Mila
- 2015 : Knight of Cups de Terrence Malick : Beau
- 2015 : In Stereo de Mel Rodriguez III : Brenda Schiffer

### Télévision

#### Téléfilms
- 2016 : Coup de foudre sur commande de Gary Harvey : Claire Michaels
- 2019 : Capsized: Blood in the Water de Roel Reiné : Deborah Scaling-Kiley

#### Séries télévisées
- 2004 : Entourage : Fiona (saison 1, épisodes 4 et 5)
- 2004 : North Shore : Hôtel du Pacifique : Natalia (saison 1, épisode 4)
- 2005 : Head Cases : Fiona (1 épisode)
- 2007 : Wildfire : Lynnet (1 épisode)
- 2009 : Celebrities Anonymous (web-série) : Taylor (1 épisode)
- 2009 : Empire State : Annabelle Maddox (pilote non retenu par ABC)
- 2010 : Warren the Ape : Fresca (1 épisode)
- 2010 : Dr House : Valerie (saison 6, épisode 12)
- 2010 : Esprits criminels : Gina LaSalle (saison 5, épisode 18)
- 2010 : The Glades : Bailey Saunders (saison 1, épisode 2)
- 2011 : Criminal Minds: Suspect Behavior : Gina LaSalle (13 épisodes)
- 2011 : Memphis Beat : Claire Ryan (1 épisode)
- 2011 : Chuck : Valaria (saison 5, épisode 5)
- 2012 : Les Experts : Manhattan : Ali Rand (saison 8, épisodes 7, 8 et 9)
- 2014 : Glee : Charlie Darling (saison 5, épisode 20)
- 2014-2018 : Girlfriends' Guide to Divorce : Phoebe (45 épisodes)
- 2016 : Longmire : Shawna Crawford (2 épisodes)
- 2017-2018 : Good Doctor : Jessica Preston (18 épisodes)
- 2019 : The Rookie : Le flic de Los Angeles : Denise (saison 1, épisode 12)
- 2021 : Toujours là pour toi (Firefly Lane) : Cloud